# Festival del queso rodante

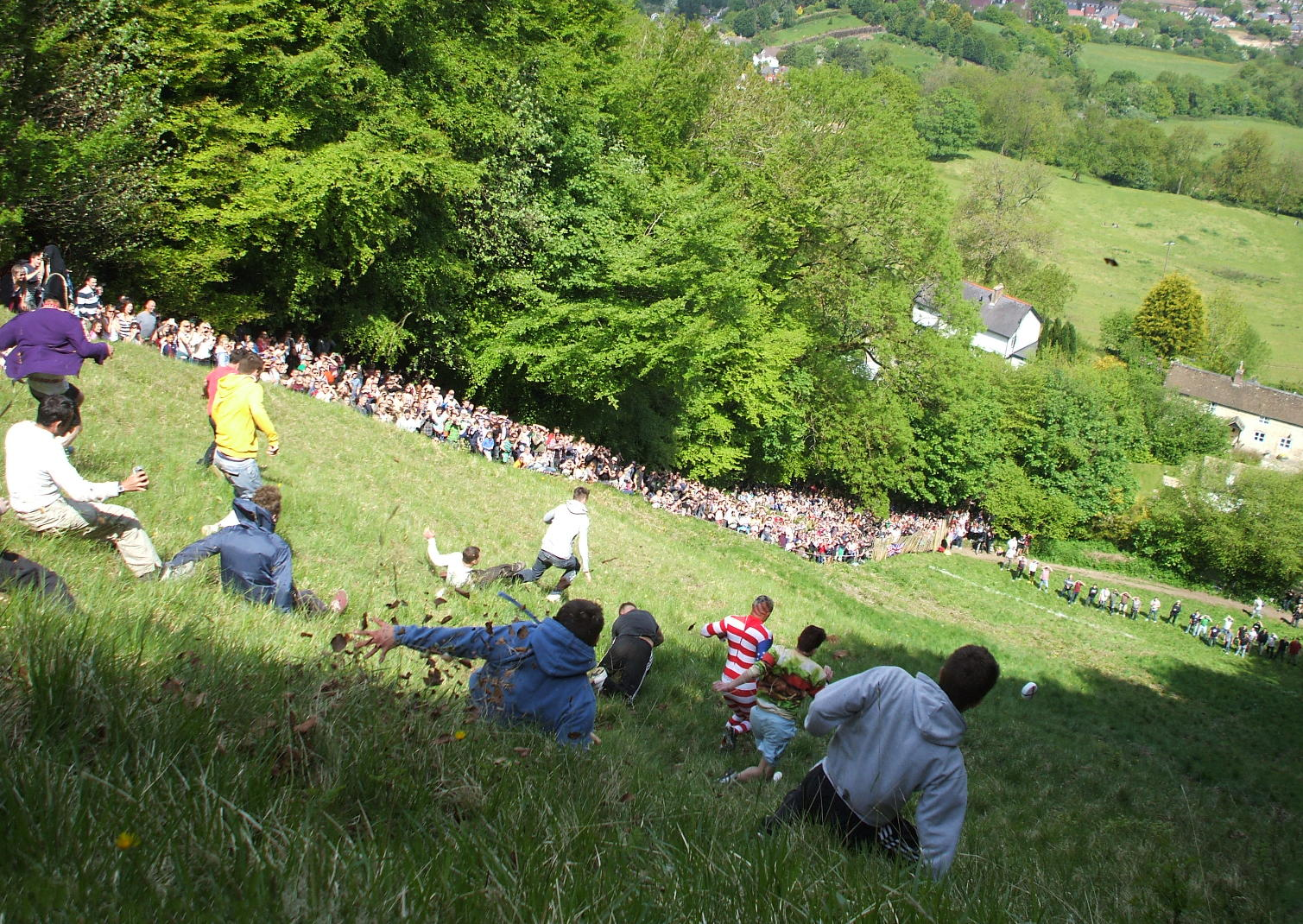
Los competidores bajan por la colina en la carrera del queso rodante de 2013.

El Cooper's Hill Cheese-Rolling and Wake, mejor conocido en español como Festival del queso rodante,
 es un evento anual que se celebra en el distrito de Gloucester (Inglaterra, Reino Unido) cada último lunes de mayo. Se trata de una carrera donde los competidores deben atrapar un queso Gloucester arrojado desde una colina inclinada de unos 182 metros, lo que se traduce en caídas por la velocidad que puede llegar a alcanzar.
Aunque en origen se trata de una festividad local de Brockworth, un pequeño pueblo del condado de Gloucestershire, con el paso del tiempo ha ganado fama internacional y hoy cuenta con miles de visitantes.

## Formato
Desde lo alto de la colina de Cooper, en la localidad de Brockworth, un maestro de ceremonias arroja un queso Doble Gloucester de cuatro kilos que va cayendo por la pendiente. Los competidores deben bajar el cerro para atraparlo, y el primero en conseguirlo se proclama vencedor. El evento tiene lugar cada último lunes de mayo, coincidiendo con el spring bank holiday, y se celebran hasta cinco carreras al año. Hay distintas categorías según edad y género.
Debido a que la pendiente es demasiado inclinada, el queso puede llegar a alcanzar velocidades superiores a los 100 kilómetros por hora. Además suele haber caídas, lesiones y accidentes entre los participantes. En 2013 el queso fue reemplazado por una réplica de poliestireno para evitar lesiones entre los espectadores, pero debido a las críticas esta medida fue descartada al año siguiente.

## Historia
Se desconoce el origen exacto de la festividad, aunque hay dos teorías. La primera trata sobre el mantenimiento del derecho de pastoreo en la colina de Cooper, mientras que la segunda se refiere a una antigua fiesta pagana. En cualquier caso, la primera referencia escrita sobre esta tradición es una carta al pregonero de Gloucester en 1826, y desde 1884 se convirtió en una cita anual recogida en los periódicos comarcales.
El evento adquirió fama a lo largo del siglo XX, primero entre los propios británicos y después a nivel internacional, por las caídas provocadas al intentar atrapar el queso. En la edición de 1993 llegaron incluso a registrarse cuatro heridos graves durante las carreras, pero con el paso del tiempo se ha estandarizado un reglamento y un calendario de competencias para prevenir daños.
En la edición de 2009 hubo más de 15 000 asistentes para un aforo de 5000 personas, así que corrió riesgo de ser cancelada al año siguiente por motivos de seguridad. Desde entonces la organización ha tomado medidas para preservar la tradición, entre ellas un control del acceso.